# Islam au Bangladesh

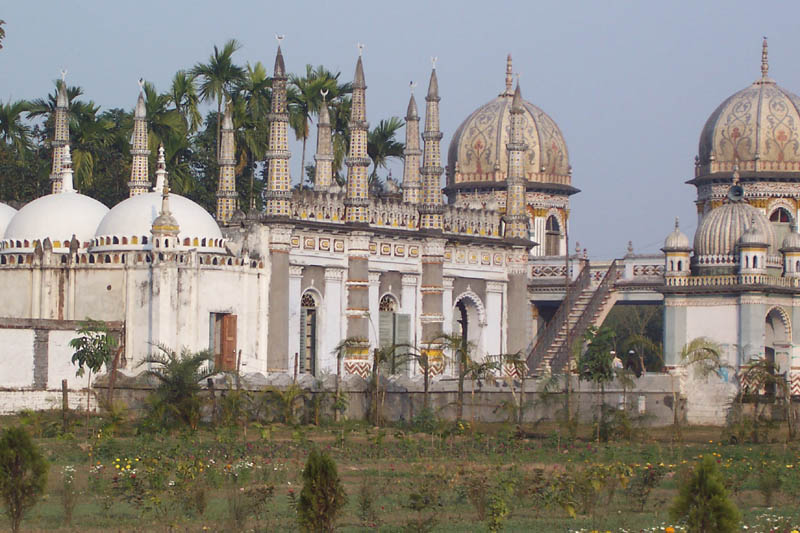
La mosquée Dhonbari Tnagail

L'islam est la religion majoritaire au Bangladesh, où elle représente entre 95,8 % et 95,7 % de la population totale, soit environ 145 millions de personnes en 2011. Au sein des musulmans, 96 % sont sunnites. Le Bangladesh est le quatrième pays par le nombre de musulmans dans le monde après l'Indonésie, le Pakistan et l'Inde. Il fait partie de l'OCI depuis 1974.
L'islam constitue une part importante de l'identité bengalie, puisque c'est l'identité musulmane qui a présidé à la partition de l'Inde avec le Bangladesh en 1947. Pour autant, la situation constitutionnelle du Bangladesh est floue, puisque les modifications de 1988 de la constitution de 1972 faisant de l'islam la religion d'État ont été déclarées inconstitutionnelles par la Cour suprême.

## Histoire

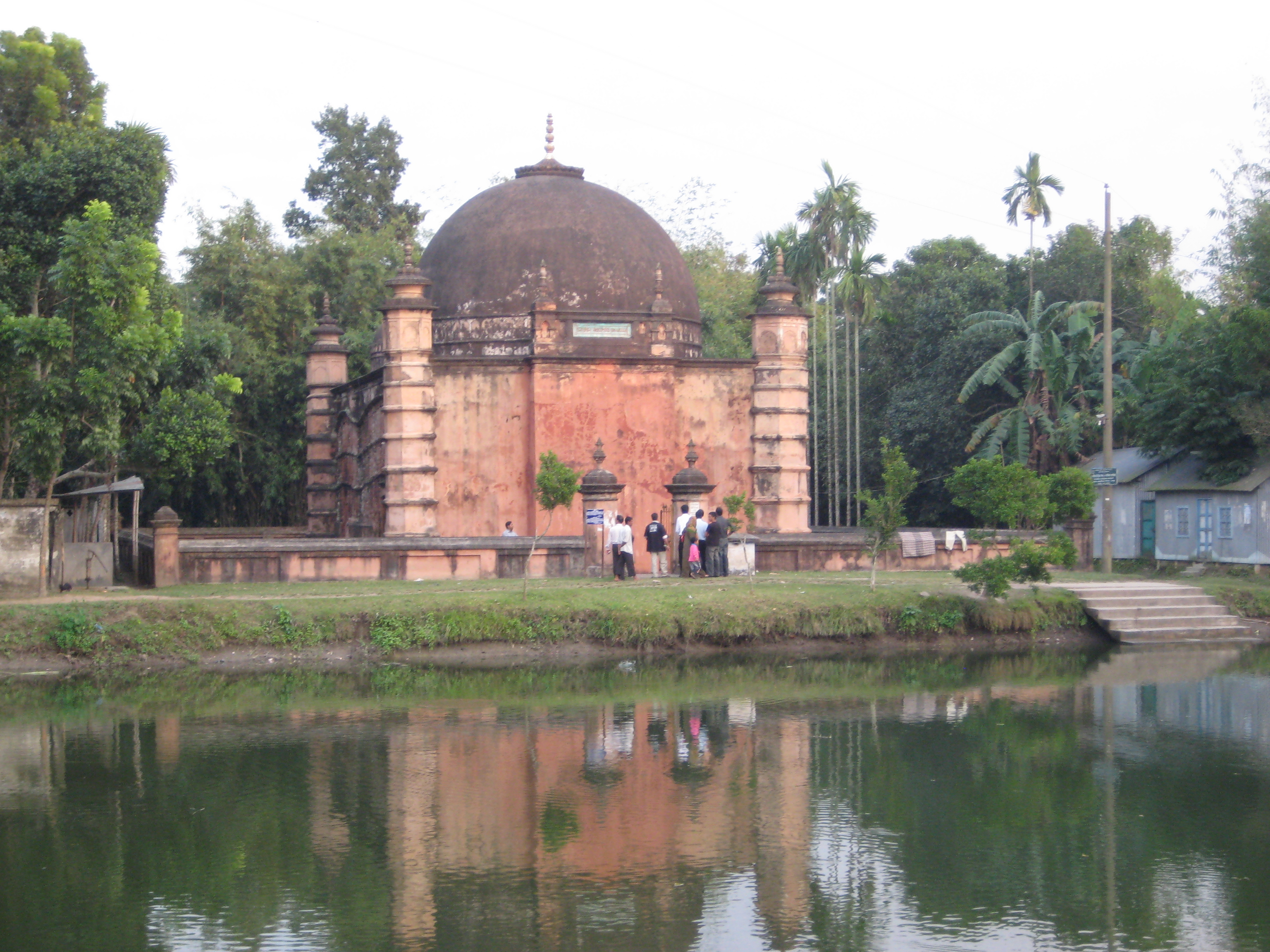
La mosquée Atia, construite par Husseïn Chah en 1516

### La conquête du Bengale par Muhammad Ghûrî
Les musulmans arabes avaient établi avec le Bengale des contacts d'abord commerciaux par la côte, surtout les ports de Chittagong. Par ces contacts sont venues les premières conversions à l'islam. La navigation jusqu'à Chittagong a été rendue possible par la domination arabe sur le delta de l'Indus. Entre le VIIIe siècle et le XIIe siècle, la dynastie bouddhiste de l'empire Pala régna sur le Bengale. La majorité de la population était alors bouddhiste. Après le déclin de l'empire Pala, la dynastie Sena arriva au pouvoir. En 1204, Muhammad Ghûrî s'empare de l'ouest du Bengale, et le pouvoir passe aux mains des musulmans. C'est en ce XIIIe siècle que des conversions massives à l'islam commencèrent à se produire. Elles continuèrent pendant plusieurs siècles, surtout vers le soufisme. La tradition musulmane du Bangladesh retient le nom de Shah Jalal, qui serait arrivé en 1303 dans la province de Sylhet pour y prêcher l'islam avec 360 disciples. Un sanctuaire toujours visité aujourd'hui lui a été consacré.

### La colonisation britannique et l'indépendance
Après plusieurs siècles de domination britannique sur le Bengale, l'indépendance de l'Inde est votée en 1947 par le parlement britannique et prévoit la création de deux dominions, l'union indienne, d'une part, et le Pakistan d'autre part, celui-ci étant divisé en deux provinces, celle de l'actuel Pakistan et celle du Bangladesh. Ce bouleversement politique s'accompagna de gigantesques déplacements de populations : 11 millions d'hindous affluèrent vers l'Inde et 6 millions de musulmans quittèrent l'Inde, tandis que les affrontements suscités par les extrémistes font quelque 200 000 victimes. Pour des raisons notamment linguistiques, les tensions grandissant, le dominion du Pakistan éclata, et le Bangladesh obtint son indépendance du Pakistan en 1972.
Depuis l'apparition du colonialisme au XIXe siècle, il existait une dichotomie entre une élite aristocratique de tradition arabe, parlant ourdou, et recherchant un islam puriste, et une paysannerie qui pratiquait un islam syncrétique et parlait bengali. Mais les revivalismes du XIXe siècle venant de la paysannerie ont échoué à proposer un plan politique, et les musulmans modernistes, éduqués et coupés de la base paysanne ont pris l'ascendant. Avec l'aide des mollahs, ces mouvements modernistes ont voulu mettre en place une société islamique, aidés par l'apparition au début du XXe siècle du nationalisme hindou, qui a suscité un nationalisme musulman. En opposition à cela, Fazul Haq proposa aux paysans un communalisme identitaire, et n'hésita pas à s'allier aux hindous contre les Anglais. À travers cette opposition, l'opposition entre traditionalisme et fondamentalisme est à l'œuvre. Pour le premier, incarné par Fazul Haq ou Mujibur Rahman, l'important est le voile pour les femmes, l'éducation des filles, la piété populaire et le respect des hiérarchies. Pour le second, même si la charia est laissée à l'appréciation des oulémas, il s'agit de retourner aux textes de l'islam et à l'islam des origines. C'est ainsi que sous le général Ershad, l'État s'islamise progressivement, comme le montre la modification de la constitution de 1988 qui fait de l'islam la religion d'État.

## L'islam contemporain
En septembre 2012, après la publication de photographies insultant le Coran par un jeune bouddhiste, des dizaines de milliers de musulmans ont attaqué cette minorité du pays, en détruisant des maisons et des temples. Ces attaques arrivées dans la région de Chittagong sont les violences communautaires les plus graves subies par la communauté bouddhiste depuis l'indépendance de 1971. Cependant, la communauté hindoue est souvent victime de discriminations, comme l'expropriation des terres. En effet, il existe une loi, le Vested Proprety Act, qui autorise le gouvernement à saisir les biens possédés par l'ennemi.
Le tribunal chargé des crimes de guerre de 1971 a poursuivi ses condamnations en 2013, et a condamné à mort le chef du parti Jamaat-e-Islami, Ali Ashan Mohammad Mojaheed. Dans la foulée, ce parti a été interdit par la Haute cour du Bangladesh. Il s'agit du plus important parti islamiste du pays, et il est soutenu par les conservateurs en général. La situation est tendue entre ses partisans et la majorité laïque du pays : des émeutes ont fait au moins 150 morts et 2000 blessés parmi les opposants de la démocratie laïque.